# Чинчарадзе, Михаил Захарович
Михаил Захарович Чинчарадзе (Джинчарадзе) (26 ноября [9 декабря] 1904, Тифлисская губерния — 27 октября 1981) — советский военный, государственный и политический деятель, контр-адмирал.

## Биография
Родился 26 ноября 1904 года в деревне Тадзеули ныне Патардзеули, Сагареджойского района, Грузия.   
В РККА с 1923 года. В 1923-1926 годах красноармеец учебной батареи Грузинской стрелковой дивизии. В ВМФ с 1926 года. В 1930 году окончил Военно-морское училище им. М. В. Фрунзе. В мае-декабре 1930 года - помощник вахтенного начальника линкора «Октябрьская революция» МСБМ. В 1930-1932 годах - и. д. младшего помощника начальника курса ВМУ им. М. В. Фрунзе, одновременно помощник командир парусной шхуны «Практика БФ» (апрель—октябрь 1931). В марте-июне 1932 года - старший вахтенный начальник крейсера «Аврора». В июне-ноябре 1932г. - старший помощник командира УС «Комсомолец». 
В 1933 году закончил артиллерийский сектор СККС ВМС РККА. В 1933-1935 годах - командир БЧ-2, в 1934-1937 годах - помощник командира, в 1937-1938 годах - командир мн «Ленин», в 1938-1939 годах - бр. мн, в марте-октябре 1939  - и. д. командира 1-го отдельного ДМН АКФ. Член КПСС с 1939 года.
Участник Великой Отечественной войны на Чёрном море. В 1939-1943 годах - старший помощник командира ЛК «Парижская коммуна», переименованного в «Севастополь» (5.1943-4.1944) Черноморского флота. В апреле-сентябре 1944 года - старший помощник командира линкора «Архангельск» ОК ВМФ, в составе эскадры Северного флота. С августа 1945 года - командир Новороссийской ВМБ Кавказского МОР. С февраля 1946 года - командир гвардейского крейсера «Красный Кавказ». В 1948 году закончил АКОС при ВМА им. К. Е. Ворошилова. С ноября 1948 года командир Потийской ВМБ.
Контр-адмирал  (11.5.1949). С декабря 1952 года командир 8-го УО, с сентября 1953 года - помощник командующего Черноморского флота по строевой части, с апреля 1954 года – Тихоокеанского флота. 
С августа 1956 года - начальник ВиС, с декабря 1958 года - заместитель командующего флотом по тылу — начальник тыла Черноморского флота. С июля 1961 года - в распоряжении Главнокомандующего ВМС. С февраля 1962 года - 1-й заместитель начальника ЧВВМУ им. П. С. Нахимова. В феврале-марте 1966 года - в распоряжении ГК ВМФ. С марта 1966 года в запасе по болезни.
Депутат Верховного Совета Грузинской ССР 3-го созыва.
Скончался 27 октября 1981 года в Тбилиси.